# Diplosporia
Diplosporia (ang. diplospory) – rozwój diploidalnego woreczka zalążkowego z niezredukowanej (tzn. bez obecności mejozy) komórki archesporialnej, zaś zarodka z niezapłodnionej komórki jajowej.